# Cecil Wylde
Cecil Wylde, född 28 januari 1904 i Brookline i Massachusetts, död 11 november 1994 i Natick i Massachusetts, var en brittisk ishockeyspelare. Han kom på fjärde plats i Olympiska vinterspelen i Sankt Moritz 1928. 